# Eupnou
Els eupnous (Eupnoi) són un subordre d'opilions que inclou unes 1.800 espècies de distribució mundial.

## Taxonomia
Cinc famílies distribuïdes en dues superfamílies.
- Superfamília Caddoidea Banks 1892

Família Caddidae Banks 1892
- Superfamília Phalangioidea Latreille 1802

Família Monoscutidae Forster 1948
Família Neopilionidae Lawrence 1931
Família Sclerosomatidae Simon 1879
Família Phalangiidae Latreille 1802